# 中华国际中心
中华国际中心是位于中国广东省广州市越秀区中山三路与较场西路交界处的一座甲级写字楼，毗邻广州起义烈士陵园。该大厦位于中华广场的后方。

## 历史

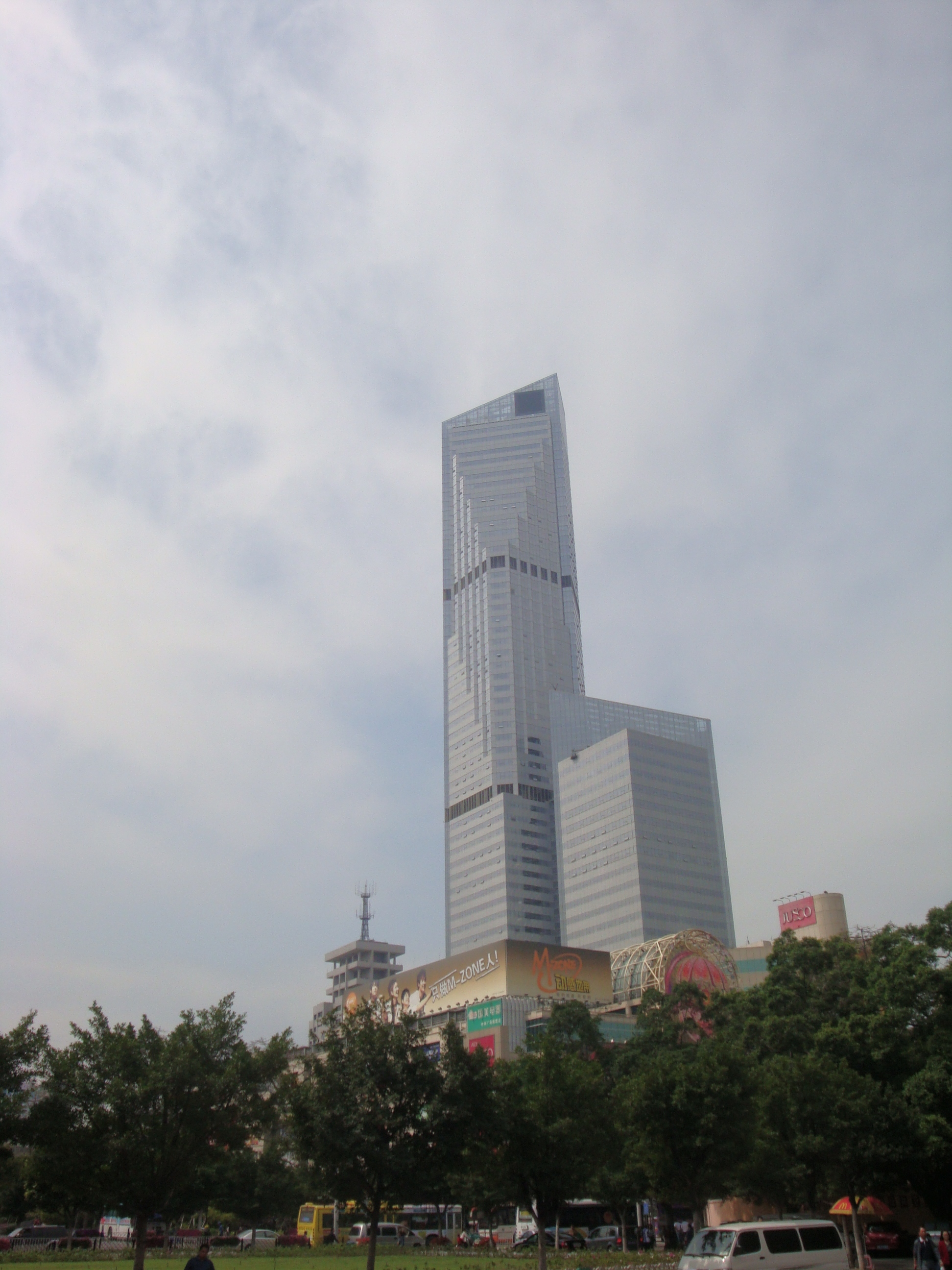
2009年的中华国际中心

1995年6月动工建设，1999年2月首期工程结构封顶，写字楼于2004年7月动工，2007年交付使用，总建筑面积12万平方米。项目包括A、B双塔，其中A塔26层，B塔63层，总高度269米，曾为广州第三高楼。

## 楼层
B1至9层为商场，10至26（63）层为写字楼。同时，卓越教育、香港海洋公园公司广州代表处、昌盛公司等位于在此。